# Bo Widerberg
Bo Gunnar Widerberg (8 de juny de 1930 - 1 de maig de 1997) va ser un director de cinema, guionista, editor i actor suec.

## Biografia
Widerberg va néixer a Malmö, Comtat de Malmöhus, Suècia. Va començar la seva carrera com a escriptor. El 1952 va sortir la seva primera novel·la, Hösttermin. El mateix any, el seu recull de contes Kyssas, publicat per Bonnier, es va convertir en un èxit de vendes. El seu llibre més reeixit va ser la novel·la Erotikon (1957). El títol de la novel·la prové del clàssic del cinema mut de Mauritz Stiller Erotikon (1920). L'última novel·la de Widerberg és Den gröna draken, que es va publicar el 1959 i és una sàtira sobre la indústria de la publicitat. El llibre va ser convertit en pel·lícula pel mateix Widerberg amb el títol Heja Roland! (1966).
El 1962, va aparèixer el llibre de debat de Bo Widerberg Visionen i svensk film (Visió del cinema suec). Va ser crític amb el cinema que s'havia fet a Suècia, sobretot per Ingmar Bergman a qui va anomenar "El cavall de Dalarna del nostre esperit al món", i les seves pel·lícules que li agradaven "...un article d'exportació ple d'exotisme no dissimulat". La col·lecció d'assaigs li va donar l'oportunitat de dirigir la seva pròpia pel·lícula: Gustav Scheutz, sorprenentment, li va oferir fer una pel·lícula a Europafilm. Widerberg va debutar al llargmetratge amb Barnvagnen (1963) amb el col·lega Jan Troell com a fotògraf, i el mateix any va arribar Kvarteret Korpen (1963), ambdues amb Thommy Berggren en el paper principal. Amb aquest últim va fer diverses pel·lícules, entre elles la pel·lícula nord-americana Joe Hill (1971).
La pel·lícula Elvira Madigan (1967) va rebre una gran atenció internacional, i l'actriu principal Pia Degermark va ser guardonada com a millor actriu al Festival de Canes aquell any. Ådalen 31 (1969), sobre els fets d'Ådalen el 1931, quan cinc manifestants van ser assassinats a trets pels militars, també va rebre l'aclamació de la crítica. La pel·lícula va guanyar el Gran Premi Especial del Jurat al 22è Festival Internacional de Cinema de Canes i va ser nominada tant a l'Oscar a la millor pel·lícula de parla no anglesa com al Globus d'Or a la millor pel·lícula de parla no anglesa. Va guanyar el prestigiós Gran Premi de l'Unió de la Crítica de Cinema i va rebre múltiples premis als 6ns Premis Guldbagge.
La pel·lícula Mannen på taket (1976) és una pel·lícula criminal sueca pionera, coneguda entre altres coses per un diàleg policial còmic i un accident d'helicòpter al centre d'Estocolm. Està basat en la novel·la de 1971 L'home abominable de Maj Sjöwall i Per Wahlöö. La pel·lícula va guanyar dos Premis Guldbagge al 1977, al Millor Pel·lícula i al millor actor (Håkan Serner). El 1984 va sorgir una altra pel·lícula policial dirigida per Bo Widerberg, Mannen från Mallorca (1984), aquesta vegada basada en la novel·la La festa del porc de Leif G. W. Persson.
El seu darrer llargmetratge Lust och fägring stor (1995), sobre l'amor prohibit d'un professor amb una estudiant, interpretat pel seu fill Johan Widerberg, va ser guardonat amb el Premi Especial del Jurat Ós de Plata i el Blue Angel Award al 46è Festival Internacional de Cinema de Berlín, el Premi del Públic al Festival de Cinema de Göteborg i 3 Premis Guldbagge. La pel·lícula també va ser nominada a l'Oscar a la millor pel·lícula en llengua estrangera.
Bo Widerberg també ha dirigit teatre, fins i tot a Dramaten i Malmö Stadsteater, a més de teatre de televisió per a SVT.
El 1996 va iniciar el conegut festival de cinema Lilla a Bio Scala de Båstad, que té lloc anualment a principis d'agost; el que va anomenar "el festival de cinema de conversa i socialització" per a projeccions de pel·lícules de qualitat i debats en un format més íntim. En memòria del fundador, el festival atorga des de 1997 la beca Bo Widerberg a cineastes que treballen amb l'esperit de Widerberg.

### Mort i llegat
Widerberg va morir a Ängelholm, Suècia, l'1 de maig de 1997 de càncer d'estómac i va ser enterrat al Cementiri Nou de Båstad. Va tenir quatre fills: Nina, Martin, Johan i Matilda. Johan es va convertir en actor i el seu fill Martin es va convertir en director. De petita, Nina Widerberg va actuar en cinc de les pel·lícules del seu pare, incloses Barnvagnen i Mannen på taket. Johan va interpretar el fill del detectiu Kollberg a Mannen på taket.
Juntament amb el Citytunneln a Malmö, es va inaugurar una petita plaça al voltant de l'entrada sud del tren, anomenada plaça Bo Widerberg, el 2010. El lloc es troba a prop de l’antiga residència de Widerberg  a la ciutat.

## Premis i nominacions
Premis Oscar
| Any  | Categoria                             | Pel·lícula            | Resultat |
| ---- | ------------------------------------- | --------------------- | -------- |
| 1965 | Millor pel·lícula de parla no anglesa | Kvarteret Korpen      | Nominat  |
| 1969 | Millor pel·lícula de parla no anglesa | Ådalen 31             | Nominat  |
| 1996 | Millor pel·lícula de parla no anglesa | Lust och fägring stor | Nominat  |

Festival Internacional de Cinema de Canes
| Any  | Categoria            | Pel·lícula | Resultat  |
| ---- | -------------------- | ---------- | --------- |
| 1969 | Gran Premi del Jurat | Ådalen 31  | Guanyador |

Festival Internacional de Cinema de Berlín
| Any   | Categoria                        | Pel·lícula            | Resultat  |
| ----- | -------------------------------- | --------------------- | --------- |
| 1965  | Premi FIPRESCI Menció honorífica | Kärlek 65             | Guanyador |
| 1995: | Premi del Jurat                  | Lust och fägring stor | Guanyador |

A més, amb Ådalen 31 va guanyar el Premi Guldbagge al millor director als 6ns Premis Guldbagge. Per Mannen på taket va guanyar el Premi Guldbagge a la millor pel·lícula als 13ns Premis Guldbagge.

## Filmografia com a director
- Pojken och draken (1962) (curtmetratge, amb fotografia de Jan Troell)
- Barnvagnen (1963)
- Kvarteret Korpen (1963)
- Love 65 (1965)
- Heja Roland! (1966)
- Elvira Madigan (1967)
- Den vita sporten (1968)
- Ådalen 31 (1969)
- En Mor med två barn väntandes sitt tredje (1970) (curtmetratge de 7 minuts, entrevista a Vanessa Redgrave)
- Joe Hill (1971)
- Stubby (1974)
- Mannen på taket (1976)
- En handelsresandes död (1979) (telefilm)
- Måsen (1979) (telefilm)
- Victoria (1979)
- Missförståndet (1981) (telefilm)
- Linje Lusta (1981) (telefilm)
- Rött och svart (1982) (inacabada)
- Mannen från Mallorca (1984)
- Ormens väg på hälleberget (1986)
- En far (1988) (telefilm)
- Vildanden (1989) (telefilm)
- Hebriana (1990) (telefilm)
- Efter föreställningen (1992) (telefilm)
- Tagning Alla är äldre än jag ... (1994) (unfinished)
- Lust och fägring stor (1995)